# Závažná Poruba
Závažná Poruba é um município da Eslováquia, situado no distrito de Liptovský Mikuláš, na região de Žilina. Tem 18,66 km² de área e sua população em 2018 foi estimada em 1.268 habitantes.

## Demografia
| Ano:        | 1994 | 2004   | 2014   | 2024   |
| ----------- | ---- | ------ | ------ | ------ |
| Broj ljudi: | 1211 | 1228   | 1252   | 1295   |
| Razlika:    |      | +1,40% | +1,95% | +3,43% |

| Ano:               | 2023 | 2024   |
| ------------------ | ---- | ------ |
| Número de pessoas: | 1290 | 1295   |
| Diferença:         |      | +0,38% |